# Robert F. Kennedy Jr.
Robert Francis Kennedy Jr. (Washington, 17 gennaio 1954) è un politico, avvocato, scrittore e attivista statunitense, Segretario della Salute e dei Servizi Umani degli Stati Uniti d'America nella seconda amministrazione Trump dal 13 febbraio 2025.
Membro della famiglia Kennedy e avvocato in cause ambientaliste, ha appoggiato Donald Trump dopo essersi ritirato dalla campagna elettorale per le elezioni presidenziali americane del 2024 (prima per il Partito Democratico, poi come indipendente). La sua retorica politica è nota ai mass media per i numerosi riferimenti a teorie del complotto.

## Biografia

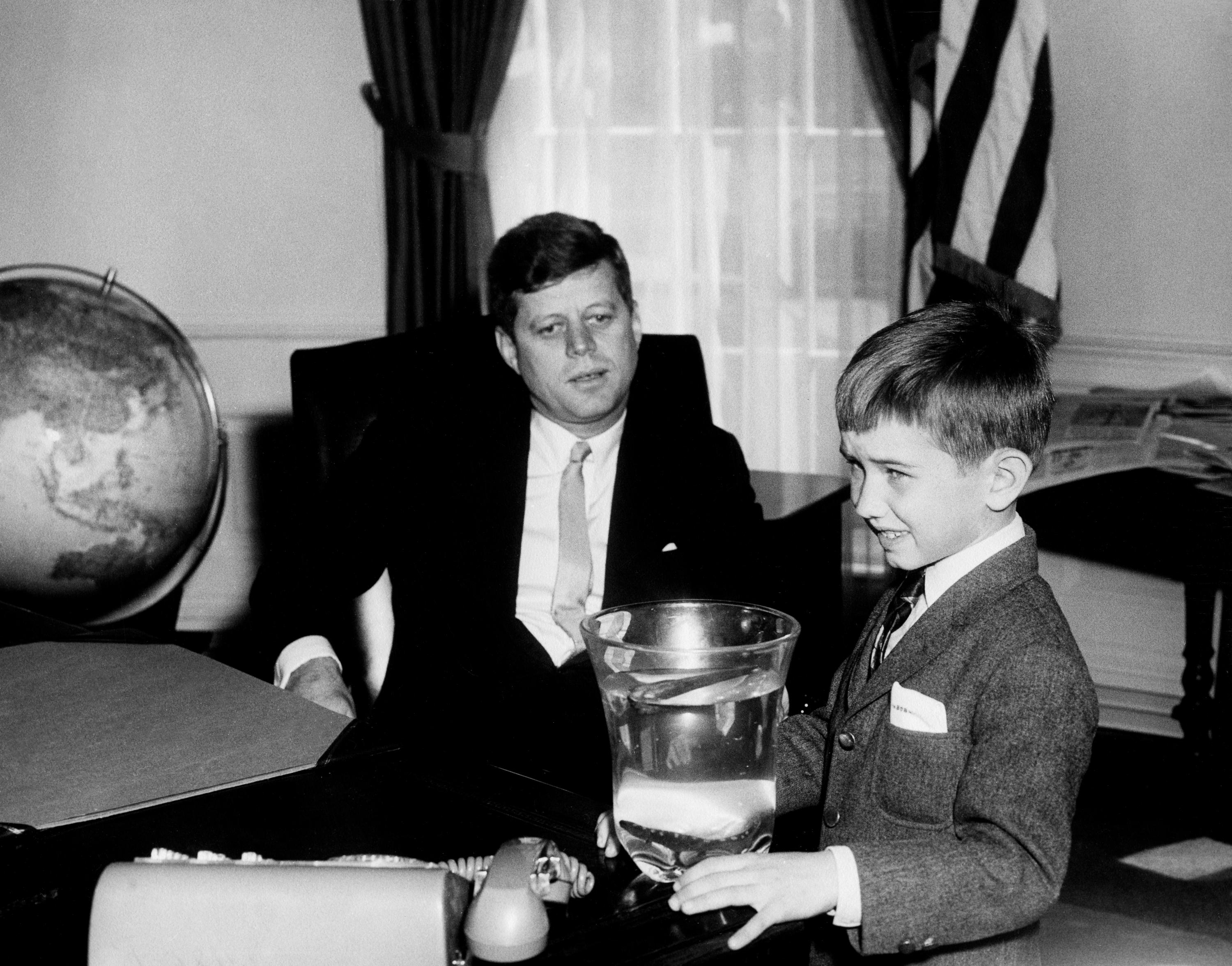
Kennedy con suo zio John F. Kennedy nello Studio Ovale, 1961

Kennedy è nato al Georgetown University Hospital di Washington, il 17 gennaio 1954, terzo di undici figli di Robert Kennedy, senatore e procuratore generale degli Stati Uniti, e di Ethel Skakel Kennedy. È nipote del presidente John Fitzgerald Kennedy e del senatore Ted Kennedy. Kennedy è cresciuto al Kennedy Compound di Hyannis Port, nel Massachusetts, e a Hickory Hill, la tenuta di famiglia a McLean, in Virginia. Aveva nove anni quando suo zio, il presidente John F. Kennedy, fu assassinato nel 1963, e 14 quando suo padre fu assassinato nel 1968 mentre era in corsa per la presidenza.
Kennedy apprese della sparatoria contro suo padre mentre frequentava la Georgetown Preparatory School, un collegio gesuita a North Bethesda, nel Maryland. Poche ore dopo, volò a Los Angeles sull'aereo del vicepresidente Hubert Humphrey, insieme ai suoi fratelli maggiori, Kathleen e Joe. Era con suo padre quando morì e ne ha portato la bara al funerale, in occasione del quale ha parlato e letto estratti dei discorsi del padre durante la messa di commemorazione al cimitero nazionale di Arlington.
Dopo la morte del padre, Kennedy lottò con l'abuso di droghe, che lo portò all'arresto a Barnstable, nel Massachusetts, per possesso di cannabis all'età di 16 anni, e alla sua espulsione da due collegi: Millbrook e Pomfret. Nel giugno 1972 si diplomò alla Palfrey Street School, una scuola diurna fuori Boston. Mentre frequentava Palfrey, Kennedy soggiornava presso una famiglia in una fattoria di Cambridge, nel Massachusetts.
Kennedy ha continuato la sua formazione all'Università Harvard, laureandosi nel 1976 con un Bachelor of Arts in storia e letteratura americana. Ha poi studiato alla London School of Economics prima di conseguire un dottorato in giurisprudenza presso la School of Law dell'Università della Virginia nel 1982, e un Master of Laws presso la Pace University nel 1987.

## Carriera
Robert F. Kennedy Jr. è il terzogenito di Robert Kennedy e, quindi, è nipote di John Fitzgerald Kennedy, presidente degli Stati Uniti, il quale fu assassinato nel 1963. Come molti suoi parenti stretti, Robert F. Kennedy Jr. è stato un esponente del Partito Democratico, ma in seguito è uscito dal partito ed è diventato indipendente. È un fervente cattolico. Di professione avvocato, ha conseguito dapprima una laurea in lettere all'Università Harvard e poi, al pari del padre, una laurea in diritto all'Università della Virginia. È anche autore di libri per l'infanzia. In gioventù era molto impegnato nell'attivismo in favore delle cause ambientali.
Nel 2008 ha finanziato la campagna elettorale di Hillary Clinton, candidata alle presidenziali. Nel tempo è stato duramente criticato per aver sostenuto la correlazione tra vaccini ed autismo nonché la presunta presenza di mercurio negli stessi. Tra le altre cose, ha sostenuto che il virus del Covid fosse "programmato etnicamente" per risparmiare gli ebrei. Queste sue convinzioni sono state ribadite in un discorso pubblico da lui tenuto a Berlino il 29 agosto 2020. Il 13 novembre 2021 è stato l'oratore principale a un'analoga manifestazione di protesta a Milano.

### Elezioni presidenziali del 2024
Nell'aprile del 2023 ha annunciato di volersi candidare alla presidenza degli USA, sfidando l'altro candidato alle primarie del Partito Democratico, cioè il Presidente in carica Joe Biden. In seguito ritira la candidatura alle primarie del Partito Democratico candidandosi alla presidenza come indipendente. Il 23 agosto 2024 sospende la corsa presidenziale e annuncia il suo sostegno a Donald Trump.

### Segretario della Salute e dei Servizi Umani
Il 14 novembre è stato scelto da Trump come segretario della Salute e dei Servizi Umani nella sua seconda presidenza. Il 13 Febbraio 2025 il Senato conferma la sua nomina assumendo la carica il giorno stesso dopo aver giurato. È il primo candidato presidenziale indipendente o di un terzo partito a diventare membro di gabinetto dopo essersi candidato alla presidenza al di fuori dei due principali partiti.

## Vita privata

### Matrimoni e figli
Si è sposato tre volte: nel 1982 con Emily Ruth Black (nata nel 1957), che aveva incontrato alla facoltà di giurisprudenza dell'Università della Virginia e con la quale ha avuto due figli; nel 1994 con Mary Kathleen Richardson (1959-2012), con la quale ebbe quattro figli e dalla quale stava divorziando quando la donna si suicidò impiccandosi, nel 2012.
Attualmente è marito dell'attrice Cheryl Hines, sposata nel 2014, e risiede a Los Angeles, California ed a Cape Cod, nel Massachusetts.

### Salute
Intorno ai quarant'anni, Kennedy sviluppò la disfonia spasmodica, un disturbo che modifica il timbro della voce colpendo la laringe.

### Religione
Kennedy è un cattolico romano. Nel 2005 il giornalista Michael Paulson lo ha definito "un cattolico profondamente devoto che partecipa alla messa quotidiana". Kennedy considera San Francesco d'Assisi il suo santo patrono e un modello.
Nel 2004 Kennedy ha pubblicato una biografia su San Francesco, dal titolo St. Francis of Assisi: A Life of Joy.

## Visioni politiche

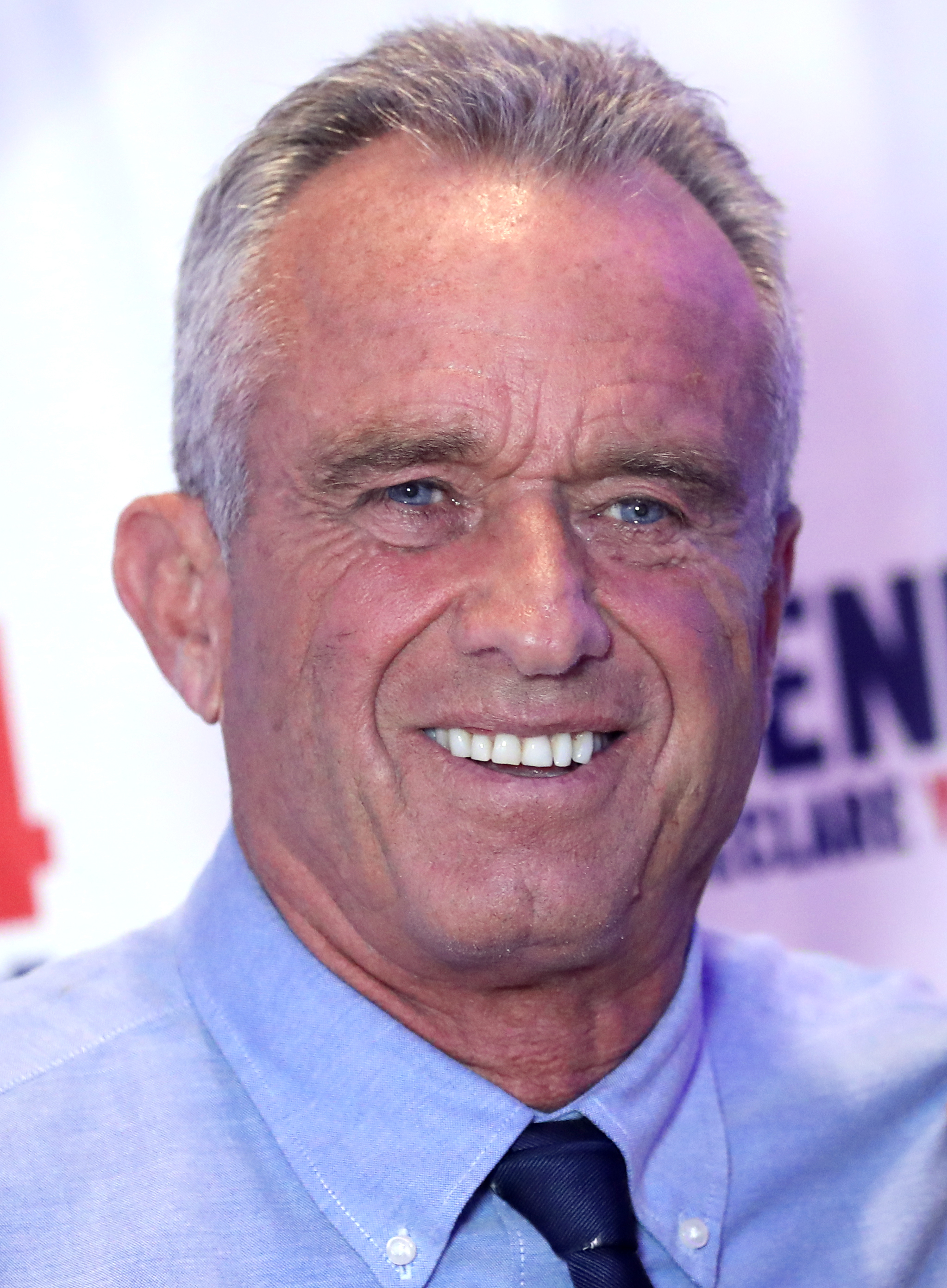
Robert F. Kennedy Jr. nel 2023

La retorica di Kennedy include spesso teorie del complotto. Egli ha espresso scetticismo verso la pandemia di COVID-19, sostenendo che serviva a beneficio di miliardari; secondo Kennedy, la pandemia ha provocato "4.400 miliardi di dollari di spostamento della ricchezza dalla classe media americana a questa nuova oligarchia che abbiamo creato, e 500 nuovi miliardari con i lockdown". Kennedy ha anche dichiarato che il governo americano è dominato dal potere di grandi corporazioni; ha affermato che l'Agenzia statunitense per la protezione dell'ambiente è stata gestita "dall'industria petrolifera, dall'industria del carbone e dall'industria dei pesticidi", e ha descritto la Food and Drug Administration come "dominata da Big Pharma".
Ha sottolineato inoltre la sua convinzione riguardo la concretizzazione dell'erosione "sistematica" della classe media, dichiarando in un'intervista del 2023 con UnHerd che i politici americani "hanno sistematicamente svuotato la classe media americana e stampato soldi per rendere più ricchi i miliardari". Ha dichiarato che l'industria finanziaria e il complesso militare-industriale sono finanziati a spese della classe media americana. Kennedy vede nella "vibrante classe media" la spina dorsale dell'economia e ha dichiarato che l'economia si è deteriorata perché la classe media è diventata più povera. In un'intervista con Andrew Serwer, Kennedy ha detto che il divario tra ricchi e poveri negli Stati Uniti era diventato troppo grande e "le persone molto ricche dovrebbero pagare più tasse". Ha anche espresso il suo sostegno al piano di imposta sul patrimonio della senatrice del Massachusetts Elizabeth Warren, che imporrebbe una tassa del 2% sui patrimoni superiori a 50 milioni di dollari, più il 6% su quelli superiori a 1 miliardo di dollari.
Avversario dichiarato dell'industria militare e dell'intervento militare all'estero, Kennedy fu molto critico della guerra in Iraq e del coinvolgimento USA nella guerra tra Ucraina e Russia, definendo quest'ultima "una guerra degli Stati Uniti contro la Russia" e sostenendo che l'obiettivo della guerra era "sacrificare il fiore della gioventù ucraina in un mattatoio di morte e distruzione per l'ambizione geopolitica dei neocon". Ha chiesto un accordo di pace in Ucraina sulla base degli accordi di Minsk - a suo avviso, la regione del Donbass dovrebbe rimanere in Ucraina con uno status di autonomia territoriale, e essere posta sotto la giurisdizione delle forze di pace delle Nazioni Unite, mentre i sistemi missilistici Aegis dovrebbero essere rimossi dall'Europa orientale.
Kennedy vuole impedire all'Ucraina di aderire alla NATO ed ha affermato che come Presidente avrebbe preso in considerazione l'ammissione della Russia nella NATO e la riduzione delle tensioni con la Repubblica Popolare Cinese. Inoltre ha affermato che la rivoluzione ucraina del 2014 consisteva in un tentativo di colpo di Stato sponsorizzato dagli Stati Uniti contro il governo di Kiev. Kennedy ha anche detto che il governo ucraino ha commesso atrocità contro la popolazione russa nel Donbass, sostenendo che tutte le vittime della guerra del Donbass tra il 2014 ed il 2022 (circa 14mila) fossero civili russi; ha anche dichiarato che i Russi che vivono lì "sono stati sistematicamente uccisi dal governo ucraino". Kennedy ha attaccato le operazioni dell'ex direttore della CIA Allen Welsh Dulles, condannando i colpi di Stato sostenuti dagli Stati Uniti come l'operazione Ajax e gli interventi in Medio Oriente che avrebbero favorito l'ascesa di organizzazioni terroristiche come l'ISIS e la creazione di sentimenti antiamericani nella regione. Kennedy ha dichiarato che la CIA non ha alcuna affidabilità, e che ha intenzione di ristrutturare l'agenzia.
Definitosi "il principale ambientalista del paese", Kennedy promuove politiche ambientali populiste e anti-establishment, sostenendo che la crisi climatica è stata dirottata da "Bill Gates e dal World Economic Forum e dal club dei ragazzi miliardari di Davos". In un'intervista del 2015, riferendosi ai politici scettici sul riscaldamento globale, Kennedy ha detto che avrebbe voluto che ci fosse stata una legge con cui punirli. Ha anche dichiarato il suo sostegno per la risoluzione Green New Deal di Alexandria Ocasio-Cortez, e ha annunciato i suoi piani per attuarlo. Kennedy è contrario all'energia nucleare, ritenendola troppo costosa e troppo pericolosa. Kennedy ritiene che l'energia nucleare sia un'impresa a scopo di lucro e sostiene che questa soluzione sia promossa dai lobbisti delle corporazioni piuttosto che da attivisti ambientali, affermando in un'intervista del 2023, "non sono gli hippies con le magliette tinte che dicono che è pericoloso; sono i ragazzi di Wall Street con giacca e cravatta".

### Economia
Durante la presidenza di George W. Bush, Kennedy ha costantemente attaccato le politiche ambientali ed energetiche, dicendo che Bush stava deturpando e corrompendo progetti scientifici federali. Ha inoltre criticato la sua iniziativa riguardo ai veicoli a idrogeno, sostenendo che fosse un regalo all'industria del combustibile fossile travestita da ambientalismo.

### Politica estera
Kennedy ha scritto anche di politica estera, a partire da un articolo dell'Atlantic Monthly del 1974 intitolato "Povero Cile", incentrato sul rovesciamento del presidente cileno Salvador Allende. Kennedy si è anche espresso contro l'esecuzione del presidente pakistano Zulfiqar Ali Bhutto per opera di Muhammad Zia-ul-Haq. Nel 1975 ha pubblicato un articolo su The Wall Street Journal, criticando l'uso dell'assassinio come strumento di politica estera. Nel 2005 ha scritto un articolo per il Los Angeles Times che definiva l'uso della tortura da parte del presidente Bush come "antiamericana".
In un articolo intitolato "Perché gli arabi non ci vogliono in Siria", pubblicato su Politico nel febbraio 2016, Kennedy ha attaccato "gli interventisti" come George W. Bush, Ted Cruz e Marco Rubio, dicendo che "i nazionalisti del Medio Oriente ci odiano per il modo in cui abbiamo tradito i nostri ideali e le libertà all'interno dei loro confini". Nel giugno 2023 Kennedy ha dichiarato in un'intervista che, a grandi linee, ritiene che le relazioni estere degli Stati Uniti dovrebbero comportare una riduzione significativa della presenza militare in altre nazioni. Ha specificamente detto che il paese deve "iniziare a disfare l'Impero" attraverso la chiusura delle basi militari USA nel mondo.
Kennedy ritiene che Joe Biden abbia in gran parte causato l'invasione dell'Ucraina del 2022 da parte della Russia a causa di un'azione sconsiderata e militante; ha specificamente citato la questione dell'espansione della NATO nell'Europa orientale. Allo stesso tempo, ha chiarito che si rifiuta di collegare questa critica con qualsiasi supporto al regime di Vladimir Putin, a cui dice di opporsi. Ha definito Putin "mostro", "delinquente", "gangster".

### Armi
Kennedy ha dichiarato di appoggiare una regolamentazione sul possesso delle armi, ma ha anche detto che non avrebbe "portato via le armi di nessuno." Ha incolpato le droghe per le sparatorie di massa nelle scuole.

### Vaccini
Kennedy è il presidente della Children’s Health Defense, un gruppo di promozione anti-vaccinista a cui ha aderito nel 2015 precedentemente noto come World Mercury Project. Il gruppo sostiene che una grande percentuale di bambini americani siano affetti da autismo, disturbo da deficit di attenzione/iperattività, allergie alimentari, cancro, e malattie autoimmuni a causa dell'esposizione a determinate sostanze chimiche e radiazioni. Il gruppo ha incolpato e condotto una campagna contro i vaccini, il paracetamolo, l'alluminio, le comunicazioni wireless ed altro. Il gruppo di Kennedy promuove e pubblicizza l'antivaccinismo su Facebook. In altre occasioni Kennedy ha dichiarato invece di non essere contro i vaccini ma che preferirebbe che essi venissero prima "testati" e "investigati" meglio. Nel suo libro Thimerosal: Let the Science Speak (2015), ha scritto di non concepirsi come una persona anti-vaccinista: "Persone che desiderano vaccini con più sicurezze non dovrebbero venir marginalizzate o etichettate come anti-vacciniste. Io sono pro-vaccini. Ho tutti e sei i miei figli vaccinati. Riconosco che i vaccini abbiano salvato centinaia di milioni di esseri umani nel secolo scorso e che un’ampia copertura vaccinale è fondamentale per la salute pubblica. Ma voglio che i nostri vaccini siano il più sicuri possibili." Nonostante ciò nel luglio 2023, Kennedy affermò che  "Non esistono vaccini sicuri né efficaci".
Nel gennaio del 2024, Kennedy rilasciò un podcast sulla malattia di Lyme affermando che è "altamente probabile che essa sia un'arma militare" sviluppata nel centro federale di ricerche Plum Island Animal Disease Center di New York. Numerosi esperti e fonti autorevoli hanno smentito l'affermazione definendola assurda.
Kennedy ed il Children's Health Defense hanno affermato che i vaccini causerebbero l'autismo. Nell'aprile 2015 ha paragonato la presunta epidemia di autismo causata dai vaccini, all'Olocausto.
Nell'agosto 2020 ha scritto su Instagram: "L'economia digitalizzata? Ci liberiamo di contanti e monete. Ti diamo un chip. Mettiamo tutti i tuoi soldi nel tuo chip. Se rifiuti un vaccino, spegniamo il chip e muori di fame!", allegando una immagine di Bill Gates.
Il confronto tra politica vaccinale di Biden ed Olocausto è stato riproposto da Kennedy anche in una manifestazione a Washington nel gennaio 2022: "Anche nella Germania di Hitler si potevano attraversare le Alpi per andare in Svizzera, ci si poteva nascondere in una soffitta come ha fatto Anna Frank". Queste dichiarazioni hanno avuto una certa eco, tanto da costringere il Museo statale di Auschwitz-Birkenau e la moglie di Kennedy, Cheryl Hines, a condannare le sue parole.
Kennedy ha chiesto scusa poco dopo, dicendo di essere stato frainteso e decontestualizzato.

### Nucleare
Kennedy si oppone all'energia nucleare, sostenendo che è pericolosa e non economicamente competitiva. Il 15 giugno 1981 ha parlato in un raduno anti-nucleare al Hollywood Bowl, con Stephen Stills, Bonnie Raitt e Jackson Browne.

### Aborto
Parlando coi giornalisti alla fiera statale dell'Iowa nell'agosto 2023, Kennedy ha affermato di opporsi alla pratica dell'aborto dopo i primi tre mesi. Gli organizzatori della sua campagna elettorale hanno in seguito fatto marcia indietro, rilasciando una dichiarazione dove si difendeva Kennedy, che avrebbe frainteso la domanda a causa del rumore presente nella sala dove era stata posta la domanda.

### Rapporti con la Cina
Durante un'apparizione su Newsmax TV nel giugno 2023, Kennedy ha affermato, senza citare alcuna prova, che Stati Uniti e Cina sarebbero impegnati in una corsa agli armamenti per sviluppare "armi biologiche etniche" progettate per attaccare e danneggiare persone di una etnia specifica. Ha anche affermato che, nonostante gli USA abbiano firmato la Convenzione per le armi biologiche, la CIA starebbe continuando a intraprendere in segreto delle ricerche vietate sulle armi biologiche.

### Critiche ricevute dalla comunità medica e accademica
Nel dicembre 2024, oltre 75 premi Nobel hanno esortato il Senato degli Stati Uniti a opporsi alla nomina di Kennedy, affermando che avrebbe "messo a rischio la salute pubblica".

Al 9 gennaio 2025, oltre 17.000 (su 20.000) medici membri del Committee to Protect Health Care  hanno firmato una lettera aperta esortando il Senato a opporsi alla nomina di Kennedy, sostenendo che Kennedy abbia trascorso decenni minando la fiducia pubblica nei vaccini, diffondendo affermazioni false e teorie del complotto, che rappresenti un pericolo per la sanità nazionale e che non abbia le qualifiche necessarie per dirigere il Dipartimento della Salute e dei Servizi Umani degli Stati Uniti.
Gregg Gonsalves, epidemiologo presso la Università Yale, ha dichiarato che mettere Kennedy a capo di un'agenzia sanitaria sarebbe come "mettere un terrapiattista a capo della NASA".
Al 24 gennaio 2025, più di 80 organizzazioni avevano espresso la loro opposizione alla nomina di Kennedy.

## Opere
- Judge Frank M. Johnson Jr.: A biography, Putnam, 1978 ISBN 978-0-399-12123-4.
- The Riverkeepers: Two Activists Fight to Reclaim Our Environment as a Basic Human Right, con John Cronin, New York, Scribner, 1997 ISBN 978-0684839080.
- Crimes Against Nature: How George W. Bush and His Corporate Pals Are Plundering the Country and Highjacking Our Democracy, New York, HarperCollins, 2005 ISBN 978-0-06-074687-2.
- Thimerosal: Let the Science Speak: The Evidence Supporting the Immediate Removal of Mercury–a Known Neurotoxin–from Vaccines, New York, Skyhorse Publishing, 2014 ISBN 978-1632206015.
- Framed: Why Michael Skakel Spent Over a Decade in Prison For a Murder He Didn't Commit, New York, Skyhorse Publishing, 2016 ISBN 9781510701779.
- American Values: Lessons I Learned from My Family, Harper, 2018 ISBN 978-0060848347.
- Climate in Crisis: Who's Causing It, Who's Fighting It, and How We Can Reverse It Before It's Too Late, con Dick Russell, Hot Books, 2020 ISBN 978-1510760561.
- The Real Anthony Fauci: Bill Gates, Big Pharma, and the Global War on Democracy and Public Health, Skyhorse Publishing, 2021 ISBN 9781510766808.
- A Letter to Liberals, Skyhorse Publishing, 2022 ISBN 978-1510775596.
- The Courage to Face COVID-19: Preventing Hospitalization and Death While Battling the Bio–Pharmaceutical Complex, con John Leake, John, Peter A. McCullough, Skyhorse Publishing, 2022 ISBN 9781510776807.

### Libri per bambini
- St. Francis of Assisi: A Life of Joy, Hyperion, 2004 ISBN 978-0-7868-1875-4.
- Robert F. Kennedy Jr.'s American Heroes: The Story of Joshua Chamberlain and the American Civil War, New York, Hyperion, 2007 ISBN 978-1-4231-0771-2.
- Robert Smalls: The Boat Thief, New York, Hyperion, 2008 ISBN 978-1423108023.

### Traduzioni in italiano
- Il Vero Anthony Fauci: Bill Gates, Big Pharma e la guerra globale contro la democrazia e la salute pubblica, Byoblu Edizioni, 2023 ISBN 979-1280657282.